# Tim Wambach
Tim Wambach (* 1985) ist ein deutscher Informatiker und Professor an der Hochschule für Polizei und öffentliche Verwaltung Nordrhein-Westfalen.

## Leben
Wambach ist Professor an der Hochschule für Polizei und öffentliche Verwaltung Nordrhein-Westfalen (HSPV NRW) in Köln. Seit 2020 ist er Dozent und erhielt 2023 die Professur für Verwaltungsinformatik. Von 2005 bis 2011 studierte er Informatik in Trier. Er war vor seiner Lehrtätigkeit für die Datenschutzaufsicht des Landes Nordrhein-Westfalen und für die Informationssicherheit der Siemens AG beratend tätig.

## Forschung
Im Zuge seiner Promotionsarbeit an der Universität Koblenz forschte er an quantitativen Messungen im Bereich des Datenschutzes und der Informationssicherheit.
Hierbei deckte er ein umfassendes und sicherheitskritisches Trackingnetz im Bereich des Gesundheitswesen auf. Seine Promotion schloss er mit Auszeichnung (summa cum laude) ab.
Neben weiterer Forschung im Bereich des technischen Datenschutzes gehen auf ihn zahlreiche Erläuterungen und Demonstratoren von kryptologischen Verfahren zurück. Beispiele hierfür sind eine nachvollziehbare Implementierung der Post-Quanten-Verschlüsselung Kyber (Kryptosystem) oder die Erläuterung und Implementierung eines künstlichen neuronalen Netzes zu Lernzwecken.